# Stenodynerus chinensis
Stenodynerus chinensis är en stekelart som först beskrevs av Henri Saussure 1863.  Stenodynerus chinensis ingår i släktet smalgetingar, och familjen Eumenidae.

## Underarter
Arten delas in i följande underarter:
- S. c. simillimus
- S. c. kalinowskii